# Howard Vincent

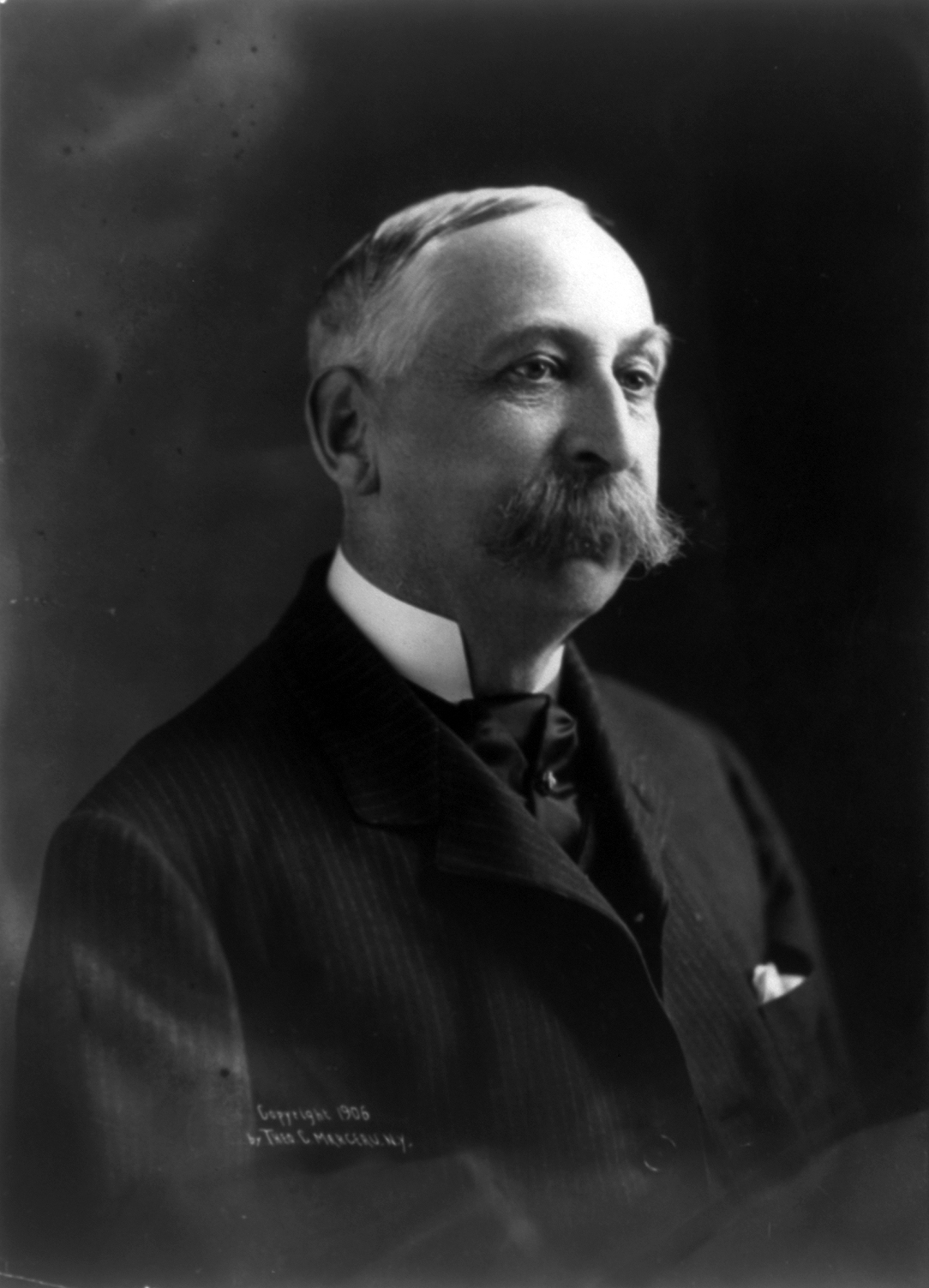
Howard Vincent.

Charles Edward Howard Vincent, född den 31 maj 1849 i Slinfold, Sussex, död den 7 april 1908 i Menton, var en engelsk politiker och polisman. Han var bror till Edgar Vincent, 1:e viscount D'Abernon.
Vincent var 1868–1873 arméofficer, företog vidsträckta utländska resor, blev 1876 advokat, var 1877 krigskorrespondent under rysk-turkiska kriget och blev 1878 efter studium av polisväsendet i kontinentens huvudstäder chef för detektivavdelningen vid Londons polisväsen, vilken han grundligt reorganiserade. År 1884 tog Vincent avsked för att ägna sig åt politiken och var från 1885 till sin död konservativ underhusledamot för Sheffield. Dessutom var han 1886–1889 ledamot av Londons grevskapsråd och tog livlig del i skarpskytterörelsen; 1884–1904 var han överste för ett regemente volunteers. Av hälsoskäl hindrad att föra regementet i boerkriget, följde han det till Sydafrika och vistades vid armén där under kriget (1899–1902). Vincent erhöll 1896 knightvärdighet och var 1898 engelsk delegerad vid konferensen i Rom för bekämpande av anarkismen. I underhuset var han en 
av den protektionistiska tariffreformens tidigaste förespråkare och grundlade 1891 föreningen United Empire Trade League, som verkade för ömsesidig preferensbehandling vid varubytet mellan rikets olika delar. Han genomdrev 1887 en lag om villkorlig dom och hade väsentlig andel i 1905 års invandringslag. Vincent utgav bland annat en mycket anlitad juridisk handbok för polismän, Police code and manual of criminal law (1882; 14:e upplagan 1902), The imperial parliament (1906) och Howard Vincent map of British empire (16:e upplagan 1908).